# Cocco
Cocco（こっこ、1977年1月19日 - ）は、日本の女性シンガーソングライター・女優・絵本作家・エッセイスト・小説家。沖縄県那覇市出身。Colourful Records所属。血液型はO型。愛称はコッキー、あっちゃん、姫、コウ。

## 人物
大人の女性が持つ本音を表現した衝撃的な歌詞と、それとは対照的な温かさを感じるメロディや本人独特の感性とキャラクターで人々の注目を集める。音楽以外にも、絵本やエッセイや小説の執筆、映画や舞台への出演などその活動は多岐にわたり、さまざまな分野でその才能を発揮する。
プロのバレエダンサーになることを目指して休みのたびに数多くのオーディションを受けていたが、ある日姉がファッション誌に載っていた賞金100万円のビクターの新人歌手発掘オーディションの告知を見つけて勧めてきたので、東京のバレエオーディションのための資金調達が出来ることと一次審査を通過すれば東京での二次審査の旅費が支給されるのでついでにバレエオーディションも受けられることから応募した。結果はどちらも不合格だったが、彼女に目をつけて沖縄まで探しに来たレコード会社の担当者に歌手にならないかと誘われた。その時は「高校を卒業したら東京に行ってバレリーナになる予定なので」と断ったが、それが縁で当時のディレクターと出会い、歌手としてデビューすることになった。動機は、「歌で行けるならバレエのオーディションで自分を落とした人間に『逃がした魚は大きかった』と思わせて見返してやろう」というもので、「ミリオンヒットをいくつか出して10億円貯めてとっとと辞めて沖縄に祖父みたいに劇場を作り、死ぬまで毎日踊り続けられたらいいな」という不純なものだった。
2001年に活動を中止したのは歌を好きになったから。それまではただ10億円貯めるのが目的の復讐の道具だったのでいつでも辞められると思っていたが、いつしかツアーの終わりが近づくと寂しくなり、もっとみんなで一緒にいたいと思うようになっていた。そのため、不純な動機でのデビューから積み上げてきたものを一旦全部崩して「歌が好き」という前提で組み直さないと駄目だと思った。また歌が生まれるスピードが速くなってCDとして発表するまでの時差がウソをついてるように感じることも理由として挙げていた。その当時は発売の3か月以上前にレコーディングしなければならず、その間に他の歌がやりたくなっているので、歌が好きになってくると自分を騙して歌うことが難しくなってきた。
2006年に活動を再開できたのは、まずスタッフがしつこく説得してくれたおかげ。また「ゴミゼロ大作戦」や「SINGER SONGER」での経験も大きかった。お金抜きで歌ったり人前に出たりするのがリハビリとなった。歌についても、レコーディングがデジタルの世界になって生まれてから発表するまでのタイムラグが短くなり、絵を描いたり芝居をしたりと歌以外の他の出口が見つかったことで悩まずに済むようになった。そして絵を描いても何をしても、結局は歌になってしまうということに気づき、腹をくくることにした。また以前は一度歌ったら忘れてしまっていいと思っていた歌も、レコーディングして形にしたいという欲求が生まれてきた。
2022年、自身のYouTubeチャンネルにてメディアには顔を出して歌わない方針を決めたと発表。理由としては歌を歌う以外のストレスや体力の消耗を極力減らしていく方針に決めたこと。ワンマンライブはこれまで通り素顔で披露していく。
一児の母。祖父は沖縄芝居役者の真喜志康忠（まきし こうちゅう、1923年 - 2011年）。祖母も同じ沖縄芝居役者の真喜志八重子。
フィギュアスケートの大ファンで、伊藤みどりを大リスペクトしている。

## 音楽
「自傷を彷彿とさせる病的な歌詞やオルタナティヴなサウンド」が特徴だといわれる。
歌を始めたきっかけは、高校生の時に同級生に誘われて文化祭で即席バンドのボーカルをやり、言われるままにフィンガー5やディープパープルを歌ったこと。それが人前で歌った最初だった。
Coccoにとって、歌とは毎日頭の中で勝手に鳴っているものであって意識して創造するものではなく、自然に生まれて翌日には消えてしまうものだった。初めは愛しいとも思わなかったし、出来れば忘れたいし逃れたいものだった。歌うとすっきりするから歌っていただけで、その辛い作業を客が見にくるライブというものの意味が当初は全然わからなかった。デビューシングルの「カウントダウン」も、レコーディングの休憩時間、階段で雑談中に頭の中に流れていたものだった。そのメロディーが気になったので歌ってみたところ、自分の曲だと言われてレコーディングすることになった、「階段で歌った歌も拾い上げてくれる人がいれば歌なんだ」と実感した曲。
作詞も作曲も勉強したことはなく、譜面も書けないし楽器も弾けない。そんな自分がシンガー・ソングライターになるとは考えたこともなかった。デビュー当時は楽譜すら読めず、自分の考えをプロデューサーなどに伝えるために絵などを持ち込んでイメージを伝えていたという。
デビュー時には、沖縄出身だからではなくCoccoというものだけで判断してほしいと思い、沖縄の何かを取り入れようとは一切考えていなかった。しかし活動再開後はそれが全く怖くなくなった。自分のアイデンティティーを見直して「自分の血は隠せないし取り入れてもいんちきではない。沖縄が染みついているから正しい武器なんだ」と思えるようになり、沖縄の方言「しまくとぅば」を取り入れた歌詞も書くようになった。
デビューから中期まではDr.StrangeLoveの根岸孝旨・長田進などがサポートメンバーになることが多く、ほとんどの曲はCocco本人の作詞作曲だが、一部はDrStrangeLoveや他の作曲家の作曲もある。例えば代表曲「強く儚い者たち」の作曲者は柴草玲、そのほかにも成田忍や松本二郎などが作曲を担当しているなど、初期は他の作曲家から曲の提供を受けることも多かった。

## 評価
X JAPANのhideは、デビュー前のCoccoを「中島みゆきとニルヴァーナの邂逅」だと評価している。

## 参加グループ、ユニット
- こっこちゃんとしげるくん
  - 2004年秋、くるりの岸田繁とともに同名義で作品をリリース[20]。
- SINGER SONGER（シンガー・ソンガー）
  - 2004年夏にCoccoと岸田繁が中心となり結成し、2005年デビュー。ベースにはくるりの佐藤征史、キーボードとドラムには堀江博久と臺太郎が参加[21]。

## サポートメンバー
メジャーデビューから中期まで
- 根岸孝旨（Dr.StrangeLove） - ベース担当。プロデューサーも務めていた。
- 白井良明（ムーンライダーズ） - ギター担当。
- 長田進（Dr.StrangeLove） - ギター担当。
- 柴田俊文（UGUISS） - キーボード担当。
- 向山テツ - ドラム担当。
- 武藤祐生 - バイオリン担当。

近年のメンバー
- 藤田顕（PLECTRUM） - ギター担当。
- 粂絢哉（THE GUTS、Supergoooooood!! etc.） - ギター担当。
- 鹿島達也（SUPER BAD） - ベース担当。
- 渡辺シュンスケ（Schroeder-Headz） - キーボード担当。
- 椎野恭一（AJICO etc.） - ドラム担当。

## 来歴
1996年、「Cocko」の名義でbounce records（TOWER RECORDS）より日米でインディーズデビュー。翌1997年、現在の「Cocco」に改名し、シングル「カウントダウン」でSPEEDSTAR RECORDS（ビクター）よりメジャーデビュー。同年5月に1stアルバム『ブーゲンビリア』をリリース。翌1998年5月リリースの2ndアルバム「クムイウタ」がオリコンウィークリーチャート初登場1位を記録し、100万枚に迫るヒットを記録する。2001年4月に11thシングル「焼け野が原」と4thアルバム『サングローズ』をリリースすると突然音楽活動の休止を宣言、4月20日のテレビ朝日系「ミュージックステーション」出演を最後に、表舞台から姿を消す。
2002年、「南の島の星の砂」で絵本作家としてデビュー。2003年に「沖縄ゴミゼロ大作戦」を開始、沖縄の海の清掃などの活動を行う。同年8月15日、「ゴミゼロ大作戦 vol.0〜正しい海への道のり ラブレンジャー参上〜もしも歌が届いたら 海のゴミを拾ってねの巻」と題し、沖縄県那覇市那覇中学校の校庭にて、那覇中学校吹奏楽部、ボランティアメンバーらと、10分足らずの演奏会を開く。
2004年、尾崎豊のトリビュート・アルバム『"BLUE" A TRIBUTE TO YUTAKA OZAKI』に「ダンスホール」で参加。活動休止後、最初の歌手活動となる。同年、くるりの岸田繁らと共にバンド「SINGER SONGER」を結成し、2005年5月にシングルとアルバムをリリースした。
2006年2月、5年ぶりのシングル「音速パンチ」をリリースし、本格的に音楽活動を再開する。同年8月15日、「Cocco沖縄ゴミゼロ大作戦ワンマンライブスペシャル2006」を宜野湾海浜公園屋外劇場で開催。
2007年7月にアルバム『きらきら』を発表後、イギリスで暮らし始め、大学に通って写真の勉強をしていた。同年8月、単行本「想い事。」を出版、単行本としては異例の5万部を突破するベストセラーとなる。同年9月に「ジュゴンの見える丘」を沖縄限定シングルとしてリリース。沖縄限定発売にもかかわらず、発売直後に1万枚を突破、地元のレコード店各店でチャート第1位を獲得、さらにオリコン全国シングルチャートで初登場第36位にランクインと大反響を呼び、11月に全国発売される。11月、全国ツアー「Cocco きらきら Live Tour 2007/2008」をスタート。同年11月21日から8月刊行の単行本「想い事。」の出版を記念して、東京・ペンタックスフォーラムにて、写真展「想い事。」を開催。
2008年12月、自身初のドキュメンタリー映画「大丈夫であるように -Cocco 終らない旅‐」（是枝裕和監督）が公開された。
2009年、雑誌「papyrus」に、拒食症と自傷行為のことを語る。8月15日、エッセイ集「こっこさんの台所」を出版、9月16日には同エッセイ集から生まれた4曲を収録した「こっこさんの台所CD」をリリース。
2010年、初セルフプロデュースのアルバム『エメラルド』をリリース。同年5月、初の書き下ろし長篇小説「ポロメリア」を上梓、増刷を重ねてロングセールスとなる。同年11月、約3年ぶりとなるワンマンライヴツアー「Cocco 60分 Special Live “エメラルド” Tour 2010」をスタート。アルバム『エメラルド』を記念したスペシャル企画として、CoccoとCoccoを愛してやまない映像作家たちがコラボレーションした制作費0円の自主制作映像「0円ポッキリ!完全自主制作映像!Inspired movies（インスパイアード・ムービーズ）」が11月3日から11日までの9日間、Ustreamで公開された。総観覧者数は84,283人を記録、リアルタイム観覧数でも最高位世界第2位を獲得し、その反響の多さから12月からYouTubeでも公開されることになった。
2011年、インディーズデビューから15年目のアニバーサリーイヤーを迎える。9月、初主演を果たした塚本晋也監督の映画「KOTOKO」が第68回ヴェネツィア国際映画祭で斬新な作品に与えられるオリゾンティ部門最高賞を受賞。同作品でCoccoは主演のほか、企画・原案・美術・音楽にも携わった。
2012年、メジャーデビュー15周年を迎える。4月7日、映画「KOTOKO」が日本で全国公開。
2014年1月、OFFICE SHIKA x Cocco「ジルゼの事情」で舞台初主演を果たす。初演の好評を受け、9月18日よりサンシャイン劇場にて規模を拡大して再演。
2016年8月24日、アルバム『アダンバレエ』をリリース。9月から10月にかけて、5年ぶりの全国ツアー「Cocco Live Tour 2016 “Adan Ballet”」を開催。10月、メジャーデビュー20周年の記念日となる翌2017年3月21日へ向けてアニバーサリープロジェクト「Cocco20」がスタートすることをオフィシャルサイトで発表。
2017年8月12日、飯島バレエスクール（飯島礼子代表）の創立55周年を記念した第47回定期公演のチャイコフスキー「眠れる森の美女」（全幕）に卒業生の一人として出演。Coccoは砂川世里奈と呪いの効き目を和らげるリラの精を前半と後半に分けて担当。
2018年7月7日、アパレルブランド・Composition-aを立ち上げる。
2019年10月2日、3年ぶりとなるニューアルバム「スターシャンク」をリリース。

## ディスコグラフィー

### デジタルシングル
| 配信日         | タイトル             | 販売形態                                     |
| -------------- | -------------------- | -------------------------------------------- |
| 2013年10月23日 | 東京ドリーム         | デジタル・ダウンロード（着うた、着うたフル） |
| 2013年12月18日 | キラ星               | デジタル・ダウンロード（着うた、着うたフル） |
| 2014年7月30日  | ドロリーナ・ジルゼ   | デジタル・ダウンロード（着うた、着うたフル） |
| 2018年6月6日   | GOOD BYE             | デジタル・ダウンロード                       |
| 2019年9月11日  | 海辺に咲くばらのお話 | デジタル・ダウンロード                       |
| 2019年10月1日  | 願い叶えば           | デジタル・ダウンロード                       |
| 2021年2月3日   | 潮満ちぬ             | デジタル・ダウンロード                       |
| 2022年11月30日 | お望み通り           | デジタル・ダウンロード                       |
| 2023年2月8日   | クジラのステージ     | デジタル・ダウンロード                       |
| 2023年6月28日  | ファンタジー         | デジタル・ダウンロード                       |
| 2024年1月10日  | 飛花落花             | デジタル・ダウンロード                       |

### オリジナル・アルバム
|      | 発売日        | タイトル       | 規格                                                                             | 規格品番   | 備考          |
| ---- | ------------- | -------------- | -------------------------------------------------------------------------------- | ---------- | ------------- |
| 1st  | 1997年5月21日 | ブーゲンビリア | CD                                                                               | VICL-60037 |               |
| 2nd  | 1998年5月13日 | クムイウタ     | CD                                                                               | VICL-60205 |               |
| 3rd  | 2000年6月14日 | ラプンツェル   | CD                                                                               | VICL-60576 |               |
| 4th  | 2001年4月18日 | サングローズ   | CD                                                                               | VICL-60723 |               |
| 5th  | 2006年6月21日 | ザンサイアン   | CD+DVD                                                                           | VIZL-185   | 初回限定盤。  |
| 5th  | 2006年6月21日 | ザンサイアン   | CD                                                                               | VICL-61954 | 通常盤。      |
| 6th  | 2007年7月25日 | きらきら       | CD+フォトブック                                                                  | VIZL-243   | 初回限定盤。  |
| 6th  | 2007年7月25日 | きらきら       | CD                                                                               | VICL-62411 | 通常盤。      |
| 7th  | 2010年8月11日 | エメラルド     | CD+DVD                                                                           | VIZL-389   | 初回限定盤。  |
| 7th  | 2010年8月11日 | エメラルド     | CD                                                                               | VICL-63648 | 通常盤。      |
| 8th  | 2014年10月8日 | プランC        | CD+DVD+写真集                                                                    | VIZL-716   | 初回限定盤A。 |
| 8th  | 2014年10月8日 | プランC        | CD+DVD                                                                           | VIZL-717   | 初回限定盤B。 |
| 8th  | 2014年10月8日 | プランC        | CD                                                                               | VICL-64214 | 通常盤。      |
| 9th  | 2016年8月24日 | アダンバレエ   | CD+フォトブックレット                                                            | VIZL-1019  | 初回限定盤。  |
| 9th  | 2016年8月24日 | アダンバレエ   | CD                                                                               | VICL-64616 | 通常盤。      |
| 10th | 2019年10月2日 | スターシャンク | CD+トートバッグ                                                                  | VIZL-1644  | 初回限定盤A。 |
| 10th | 2019年10月2日 | スターシャンク | CD+DVD                                                                           | VIZL-1645  | 初回限定盤B。 |
| 10th | 2019年10月2日 | スターシャンク | CD                                                                               | VICL-65242 | 通常盤。      |
| 11th | 2021年2月17日 | クチナシ       | CD+DVD+Tシャツ                                                                   | VIZL-1862  | 初回限定盤A。 |
| 11th | 2021年2月17日 | クチナシ       | CD+DVD                                                                           | VIZL-1863  | 初回限定盤B。 |
| 11th | 2021年2月17日 | クチナシ       | CD                                                                               | VICL-65437 | 通常盤。      |
| 12th | 2022年3月23日 | プロム         | 25周年2525（ニコニコ）セット CD＋Blu-ray（紙ジャケ） Tシャツ+タオル（缶BOX仕様） | VIZL-2027  | 初回限定盤A。 |
| 12th | 2022年3月23日 | プロム         | CD+Blu-ray                                                                       | VIZL-2028  | 初回限定盤B。 |
| 12th | 2022年3月23日 | プロム         | CD                                                                               | VICL-65665 | 通常盤。      |
| 13th | 2024年2月14日 | ビアトリス     | CD+Blu-ray+フォトブック                                                          | VIZL-2275  | 初回限定盤A。 |
| 13th | 2024年2月14日 | ビアトリス     | CD+Blu-ray                                                                       | VIZL-2276  | 初回限定盤B。 |
| 13th | 2024年2月14日 | ビアトリス     | CD                                                                               | VICL-65919 | 通常盤。      |

### ミニ・アルバム
|     | 発売日        | タイトル     | 規格 | 規格品番   | 備考 |
| --- | ------------- | ------------ | ---- | ---------- | ---- |
| 1st | 2014年3月12日 | パ・ド・ブレ | CD   | VICL-64138 |      |

### ベスト・アルバム
|     | 発売日        | タイトル                              | 規格                     | 規格品番     | 備考                 |
| --- | ------------- | ------------------------------------- | ------------------------ | ------------ | -------------------- |
| 1st | 2001年9月5日  | ベスト+裏ベスト+未発表曲集            | 2CD                      | VICL-60770   | オリジナル盤。       |
| 1st | 2007年7月25日 | ベスト+裏ベスト+未発表曲集            | 2CD                      | VICL-62531   | 期間限定特別価格盤。 |
| 2nd | 2011年8月15日 | ザ・ベスト盤                          | 2CD                      | VICL-63815   | 初回限定盤。         |
| 2nd | 2011年8月15日 | ザ・ベスト盤                          | 2CD                      | VICL-63817   | 通常盤。             |
| 3rd | 2017年3月21日 | 20周年リクエストベスト+レアトラックス | 3CD+DVD+豪華ブックレット | VIZL-1130    | 初回限定盤A。        |
| 3rd | 2017年3月21日 | 20周年リクエストベスト+レアトラックス | 3CD+DVD                  | VIZL-1131    | 初回限定盤B。        |
| 3rd | 2017年3月21日 | 20周年リクエストベスト+レアトラックス | 3CD                      | VICL-64753/5 | 通常盤。             |

### ライブ・アルバム
|     | 発売日        | タイトル                                                            | 規格 | 規格品番          | 備考 |
| --- | ------------- | ------------------------------------------------------------------- | ---- | ----------------- | --- |
| 1st | 2017年12月6日 | Cocco 20周年記念 Special Live at 日本武道館 2days ～一の巻×二の巻～ | 4CD  | VICL-64884～64887 | 初回限定盤。限定盤のみ2017年8月27日のライブ「SWEET LOVE SHOWER 2017」より「愛うらら」・「Way Out」を収録 |
| 1st | 2017年12月6日 | Cocco 20周年記念 Special Live at 日本武道館 2days ～一の巻×二の巻～ | 4CD  | VICL-64888～64891 | 通常盤                                                                                                   |

### 映像作品
| 発売日         | タイトル                                                            | 規格                   | 規格品番      | 備考                           |
| -------------- | ------------------------------------------------------------------- | ---------------------- | ------------- | ------------------------------ |
| 2001年2月21日  | 風化風葬                                                            | 8cm CDシングル+VHS     | VIZL-49       | シングルCD「風化風葬」が付属。 |
| 2007年11月21日 | 風化風葬                                                            | 12cmマキシシングル+DVD | OKNW-2001     | シングルCD「風化風葬」が付属。 |
| 2001年9月5日   | お楽しみ秘蔵ビデオ+全シングルクリップ=計16曲集                      | VHS                    | VIVL-263      |                                |
| 2003年12月24日 | お楽しみ秘蔵ビデオ+全シングルクリップ=計16曲集                      | DVD                    | VIBL-37       |                                |
| 2004年9月22日  | お楽しみ秘蔵ビデオ+全シングルクリップ=計16曲集                      | DVD                    | VIBL-212      | 期間限定特別価格盤。           |
| 2007年7月25日  | お楽しみ秘蔵ビデオ+全シングルクリップ=計16曲集                      | DVD                    | VIBL-393      | 期間限定特別価格盤。           |
| 2008年11月19日 | お楽しみ秘蔵ビデオ+全シングルクリップ=計16曲集                      | DVD                    | VIBL-557      | 期間限定特別価格盤。           |
| 2003年12月24日 | Heaven's hell ゴミゼロ大作戦 vol.1.0 ドキュメント完全版             | VHS+CD                 | VIZL-104      | 初回限定盤。                   |
| 2003年12月24日 | Heaven's hell ゴミゼロ大作戦 vol.1.0 ドキュメント完全版             | DVD+CD                 | VIZL-103      | 初回限定盤。                   |
| 2003年12月24日 | Heaven's hell                                                       | VHS                    | VIVL-294      | 通常盤。                       |
| 2003年12月24日 | Heaven's hell                                                       | DVD                    | VIBL-139      | 通常盤。                       |
| 2008年3月26日  | Cocco きらきら Live Tour 2007/2008 〜Final at 日本武道館 2Days〜    | 3DVD                   | VIZL-277      | 初回限定盤。                   |
| 2008年3月26日  | Cocco きらきら Live Tour 2007/2008 〜Final at 日本武道館 2Days〜    | 2DVD                   | VIBL-421      | 通常盤。                       |
| 2009年11月18日 | 大丈夫であるように -Cocco 終わらない旅-                             | DVD+CD+フォトブック    | VIZL-352      | 初回生産限定盤。               |
| 2009年11月18日 | 大丈夫であるように -Cocco 終わらない旅-                             | DVD                    | VIBL-586      | 通常盤。                       |
| 2011年4月13日  | エメラルド Tour 2010                                                | DVD+キーホルダー       | VIZL-416      | 初回限定盤。                   |
| 2011年4月13日  | エメラルド Tour 2010                                                | DVD                    | VIBL-602      | 通常盤。                       |
| 2011年6月8日   | Cocco Inspired movies                                               | DVD+CD                 | FAMV-001      |                                |
| 2011年12月21日 | ザ・ベストクリップ集                                                | DVD                    | VIBL-621      |                                |
| 2013年8月15日  | ザ・ベスト盤ライブ〜2011.10.7                                       | DVD                    | VIBL-682      |                                |
| 2017年3月21日  | Cocco Live Tour 2016 "Adan Ballet" -2016.10.11-                     | DVD                    | VIBL-836      |                                |
| 2017年3月21日  | Cocco Live Tour 2016 "Adan Ballet" -2016.10.11-                     | Blu-ray Disc           | VIXL-185      |                                |
| 2017年12月6日  | Cocco 20周年記念 Special Live at 日本武道館 2days ～一の巻×二の巻～ | DVD                    | VIZL-1275     | 初回限定盤                     |
| 2017年12月6日  | Cocco 20周年記念 Special Live at 日本武道館 2days ～一の巻×二の巻～ | DVD                    | VIBL-869～870 | 通常盤                         |
| 2017年12月6日  | Cocco 20周年記念 Special Live at 日本武道館 2days ～一の巻×二の巻～ | Blu-ray Disc           | VIZL-1274     | 初回限定盤                     |
| 2017年12月6日  | Cocco 20周年記念 Special Live at 日本武道館 2days ～一の巻×二の巻～ | Blu-ray Disc           | VIXL-203～204 | 通常盤                         |

### 参加作品
| 公開日         | 曲名                                | 収録された作品                                                               |
| -------------- | ----------------------------------- | ---------------------------------------------------------------------------- |
| 2004年3月24日  | ダンスホール                        | 『"BLUE" A TRIBUTE TO YUTAKA OZAKI』（複数の音楽家による共作）               |
| 2006年12月13日 | 渚のバルコニー                      | 『Jewel Songs 〜Seiko Matsuda Tribute & Covers〜』（複数の音楽家による共作） |
| 2009年5月13日  | My Dear Friend feat. Cocco          | 『Thank You For Being A Friend e.p.』（Curly Giraffe）                       |
| 2009年10月21日 | Stand feat. Cocco                   | 『Thank You For Being A Friend』（Curly Giraffe）                            |
| 2009年10月21日 | Tricky Adult feat. Cocco            | 『Thank You For Being A Friend』（Curly Giraffe）                            |
| 2011年1月12日  | 月と専制君主 -Boys & Girls version- | 『月と専制君主』（佐野元春）                                                 |
| 2011年3月2日   | オジー自慢のオリオンビール          | 『BEGIN 20th ANNIVERSARY SPECIAL TRIBUTE ALBUM』（複数の音楽家による共作）   |
| 2011年4月20日  | バナナ追分                          | 『HoSoNoVa』（細野晴臣）                                                     |
| 2014年10月8日  | SAYONARA DOLL                       | 『800TRIBUTE –champloo is the BEST!!-』（複数の音楽家による共作）            |
| 2016年3月26日  | 何もなかったように                  | 『bride -wedding scores for rip van winkle-』（桑野まこ）                    |

### 楽曲提供
| 公開日         | 曲名             | 提供先                                  | 提供物               |
| -------------- | ---------------- | --------------------------------------- | -------------------- |
| 2009年2月4日   | 群青の谷         | 「群青の谷」（alan）                    | 詞、曲               |
| 2011年11月23日 | Honey            | 「Brand New Days」（玉城千春）          | 詞                   |
| 2018年2月21日  | 眩いばかり       | 「Ref:rain/眩いばかり」（Aimer）        | 詞、曲               |
| 2018年8月15日  | つめたい火傷     | 『PRESENT for you * for me』(岩崎宏美） | 詩、曲               |
| 2020年9月2日   | 今とあの頃の僕ら | 「今とあの頃の僕ら」（清原果耶）        | 詞、曲、プロデュース |

## 出版物
| 発売日         | 題名                                                         | 出版社       | ジャンル     |
| -------------- | ------------------------------------------------------------ | ------------ | ------------ |
| 2002年9月27日  | 「南の島の星の砂」                                           | 河出書房新社 | 絵本         |
| 2004年8月15日  | 「南の島の恋の歌」                                           | 河出書房新社 | 絵本         |
| 2006年12月21日 | 「8.15 OKINAWA Cocco」（nanaco著）                           | NHK出版      | 写真集       |
| 2007年8月15日  | 「想い事。」                                                 | 毎日新聞社   | 写真エッセイ |
| 2011年10月12日 | 「想い事。」                                                 | 幻冬舎文庫   | 写真エッセイ |
| 2008年12月5日  | 「大丈夫であるように -Cocco 終らない旅-」（nanaco、Cocco著） | ポプラ社     | 写真集       |
| 2009年8月15日  | 「こっこさんの台所」                                         | 幻冬舎       | エッセイ集   |
| 2010年5月26日  | 「ポロメリア」                                               | 幻冬舎       | 小説         |
| 2012年3月12日  | 「コトコノコ」                                               | 幻冬舎       | エッセイ集   |
| 2013年10月25日 | 「東京ドリーム」                                             | ミシマ社     | エッセイ集   |

## タイアップ
| 曲名                       | タイアップ                                                                                            |
| -------------------------- | --- |
| 強く儚い者たち             | 日本航空テレビCM「JALハワイ・キャンペーン」                                                           |
| Raining                    | 映画「式日」（徳間書店）                                                                              |
| 羽根〜lay down my arms〜   | 映画「回路」（東宝）                                                                                  |
| ひよこぶたのテーマ PART2。 | 音楽番組「みんなのうた」（NHK）                                                                       |
| blue bird                  | 映画「ヴィタール」（ゼアリズエンタープライズ）                                                        |
| 今日までそして明日から     | 教養・情報番組「飛び出せ!定年」（NHK）                                                                |
| 甘い香り                   | 映画「遠くの空に消えた」（ギャガ・コミュニケーションズ）                                              |
| ハレヒレホ                 | 小学校4・5・6年生向け学校放送「ど〜する?地球のあした」（NHK）                                         |
| ジュゴンの見える丘         | ドキュメンタリー番組「テレメンタリー2007 “人魚の棲む海〜ジュゴンと生きる沖縄の人々〜”」（テレビ朝日） |
| ニライカナイ               | 音楽番組「JAPAN COUNTDOWN」（テレビ東京）                                                             |
| ニライカナイ               | ラジオ番組「Green Monday」（TOKYO FM）                                                                |
| やぎの散歩                 | 映画「やぎの冒険」（シュガートレイン=東京テアトル）                                                   |
| 十三夜                     | OCSテレビCM「沖縄への感謝 海・珊瑚篇」                                                                |
| ドロリーナ・ジルゼ         | 舞台「ジルゼの事情」挿入歌                                                                            |
| snowing                    | 映画「最後の命」（ティ・ジョイ）                                                                      |
| コスモロジー               | 映画「リップヴァンウィンクルの花嫁」（東映）主題歌                                                    |
| 何もなかったように         | 映画「リップヴァンウィンクルの花嫁」（東映）挿入歌                                                    |
| 樹海の糸                   | テレビドラマ「運命に、似た恋」（NHK）主題歌                                                           |
| 楽園                       | Kagg.jpテレビCM（沖縄編）                                                                             |
| ファンタジー               | 経済報道番組「WBS」エンディングテーマ                                                                 |
| 飛花落花                   | WOWOWオリジナルアニメ『火狩りの王 第2シーズン』オープニングテーマ                                     |

## 出演

### 連載
- 想い事。（2006年4月〜2007年3月、毎日新聞）
- こっこさんの台所。（2008年4月〜2009年2月、papyrus）
- こっこタイム。（沖縄タイムス）

### ラジオ
- 「観光立県オキナワ〜美（ちゅ）ら島 その未来〜」（2005年、FM沖縄）
- 「NTTドコモ関西　BEAT ON THE RADIO」（2007年、FM802）

### テレビ
- 「テレメンタリー2007“人魚の棲む海〜ジュゴンと生きる沖縄の人々〜”」（2007年、テレビ朝日） - ナレーション
- 「琉神マブヤー2」（2010年、琉球放送） - 森の妖精キジムコン 役（第5話ゲスト）
- 「琉神マブヤー3」（2011年、琉球放送） - 森の妖精キジムコン 役（第2・10・13話ゲスト）

### 映画
- 「KOTOKO」（2012年4月7日公開） - 琴子 役（主演）[34]
- 「戦場ぬ止み（いくさばぬとぅどぅみ）」（2015年7月11日公開） - ナレーション[44]
- 「リップヴァンウィンクルの花嫁」（2016年3月26日公開） - 里中真白 役[45]
- 「人魚に会える日。」（2016年）[46]

### 舞台
- OFFICE SHIKA x Cocco「ジルゼの事情」（2014年） - 汁是優子 役（主演）
- 喜劇舞台「OKINAWAお笑いミーティング」（2017年）
- 飯島バレエスクール第47回定期公演のチャイコフスキー「眠れる森の美女」（2017年） - リラの精 役

### CM
- タワーレコード